# Federazione pallavolistica di Gibuti
La Federazione gibutiana di pallavolo (fra. Fédération djiboutienne de volley-ball, FDV) è un'organizzazione fondata per governare la pratica della pallavolo a Gibuti.
Organizza il campionato maschile e femminile, e pone sotto la propria egida la nazionale maschile e femminile.
Ha aderito alla FIVB nel 1984.